# 音楽夢語り
音楽夢語り（おんがくゆめがたり）は、2004年4月から2009年3月28日まで新潟放送（BSN）で土曜22:00 - 23:00に放送されていたリクエスト番組。

## 概要
「ちょっとレトロな音楽」と「季節の移ろいを綴るエッセイ」を送る番組。
番組内で演奏する楽曲はジャズ、ラテン、シャンソン、映画音楽、クラシックなど多岐にわたり、リスナーからのリクエストも受け付けていた。ただし歌謡曲やポップス、ロックなどは番組の演出上そぐわないことなどから、演奏しなかった。
楽曲の間に語られるエッセイ「四季の手帳」では、主に新潟県内の風土や季節の話題をモチーフにしたストーリーが語られた。このエッセイは和泉沢たけしの作・構成によるものであった。
パーソナリティは立木 顕（たつき けん）。これはかつてBSNのアナウンサーで、現在は同社常務取締役並びに子会社「ホテルイタリア軒」の代表取締役社長を務める金親顕男のマイクネームで、苗字の「親」の部首を分解して「立木」、名から「顕」を採ったものである。

## エピソード
- この番組のホームページ（アドレスは下記の「外部リンク」を参照のこと）には、毎回放送される音楽の曲目、演奏者、及び使用レコード及びCDの会社及び番号までが記されている。
- 同局で平日午前に放送されている『近藤丈靖の独占!ごきげんアワー』内のコーナー「音楽さまがわり」は、この番組へのオマージュ（パロディ?）である。立木は同コーナーでパーソナリティを務める丈立青に対し「名前の付け方までそっくりですが、お互い頑張りましょう」とエールを送っていた。
- 2009年3月に行われた最終回の収録には「ごきげんアワー」のパーソナリティである和田朋子、山田かおりと丈立青が立ち会い、立木とディレクターの鈴木善典（愛称：セニョール鈴木）に花束を贈呈した。二人はかつてテレビ『土曜はヨイショ!』でもコンビを組んだ旧知の仲。鈴木は「同世代の男が3人集まって、楽しく番組を作らせてもらった」と思い出を語った。また立木は「さまがわり」について「なかなか良い曲をかけてるなぁ、と感心している。でも話はあんまり聞いてないけどね」と、丈を軽くいなした。なお「さまがわり」は、「夢語り」終了後も継続している。

## 放送時間
- 2004年4月 - 2009年3月28日
- 土曜日 22:00 - 23:00（JST）

## パーソナリティ
- 立木 顕（金親顕男・元BSNアナウンサー）

## スタッフ
プロデューサー・ディレクター・エンジニア
- 鈴木善典（BSNラジオ局編成制作部）

構成・エッセイ
- 和泉沢たけし

## テーマ曲
オープニング
- バッハの幻想曲 ハ短調BWV906（ジャック・ルーシェトリオ、1984年12月録音[1]）

エンディング
- Embraceable You（スコット・ハミルトン）[2]

## スポンサー
- 石本酒造